# Joao Urbáez
Joao Urbáez, né le 24 juillet 2002 à Móstoles est un footballeur international dominicain qui joue au poste de défenseur central au CD Leganés B.

## Carrière

### En club
Il est passé par les académies du CD Móstoles, Rayo Vallecano et l'AD Alcorcón. Le 1 septembre 2023, il s'engage avec le CD Leganés B.

### En sélection
Avec la sélection olympique, il participe aux Jeux Olympiques de Paris en 2024. Il joue les 3 matchs de la phase des groupes et la République dominicaine quitte le tournoi après deux nuls contre l'Égypte (0-0) et l'Ouzbékistan (1-1) et une défaite 3-1 contre l'Espagne.
Le 5 juin 2022, il fait ses débuts avec la première sélection lors d'une défaite 3-2 contre la Guyane en Ligue des nations de la CONCACAF.
Il fait partie de l'équipe qui participe à la Gold Cup 2025. Il marque son premier bit en sélection durant le tournoi contre le Costa Rica.